# 蓬拉贝
蓬拉贝（法語：Pont-l'Abbé，發音：[pɔ̃ labe]），法国西北部城市，布列塔尼大区菲尼斯泰尔省的一个市镇，隶属于坎佩尔区，其市镇面积为18.21平方公里，2022年1月1日时人口数量为8,403人，在法国市镇中排名第1,261位。
蓬拉贝位于菲尼斯泰尔省南部，大西洋沿岸一处溺湾西侧，由此入海的河流以其命名。蓬拉贝是一个区域性的中心城市，比古当地区的首府，多条公路在此交汇。蓬拉贝因当地的布列塔尼文化及建筑而闻名，被法国作家居伊·德·莫泊桑描述为“传统布列塔尼地区内最布列塔尼的城市”。

## 地名来源

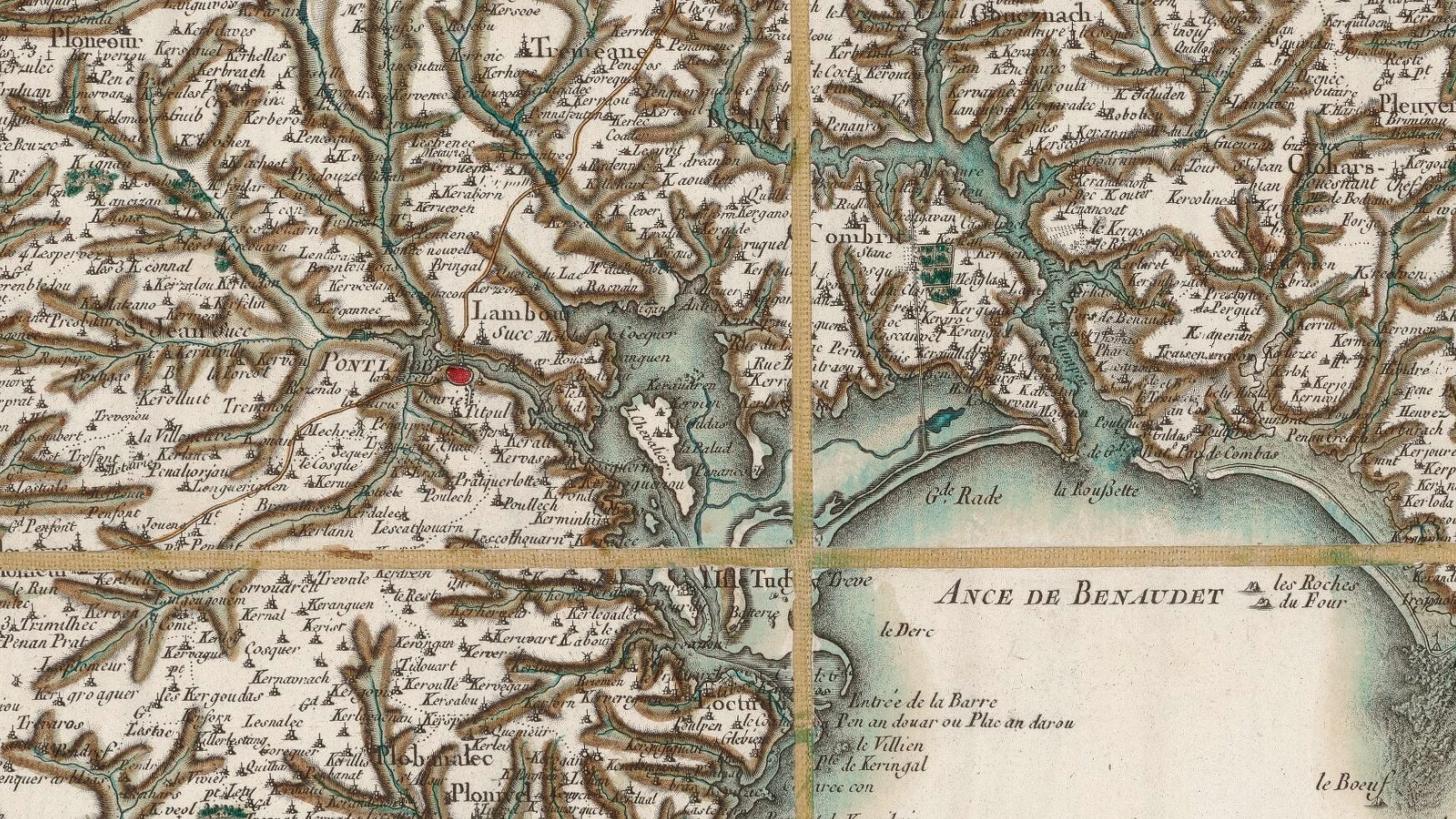
卡西尼地图上的蓬拉贝区域

“Pont-l'Abbé”一名最初于1289年以拉丁语“Pons Abatis”的形式被记载，其中“Abbé”一名出自洛克蒂迪圣蒂迪教堂（该教堂最初为修道院）。
蓬拉贝所处区域历史上曾通行布列塔尼语，“Pont-l'Abbé”对应的布列塔尼语拼写为“Pont-'n-Abad”；此外，在法国大革命期间，“蓬拉贝”一名因含有宗教色彩而被共和派更名为“Pont-Libre”。

## 历史

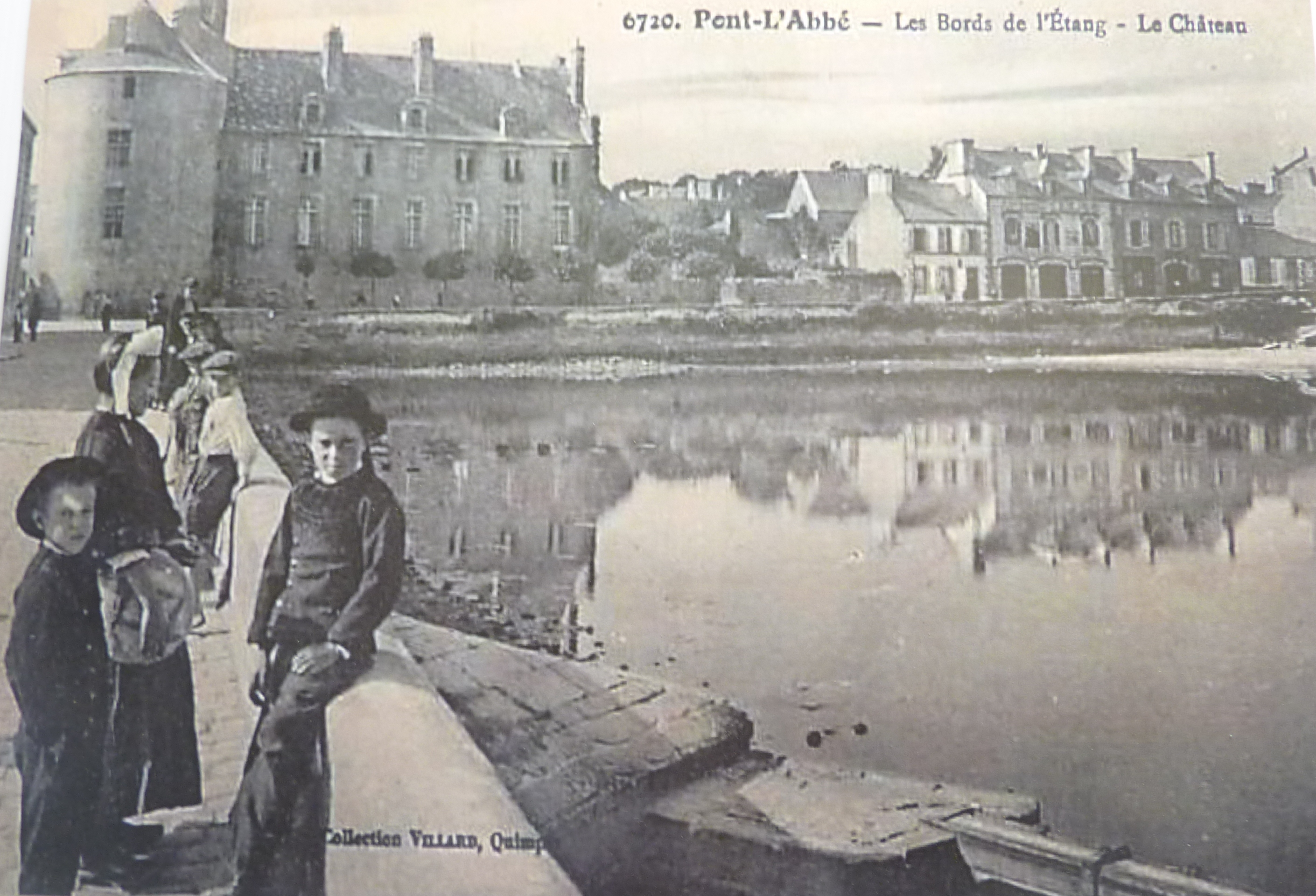
20世纪初的蓬拉贝

蓬拉贝地区早在新石器时期就已出现人类活动。根据当地民间传说，凯尔特作家Marc'h曾在此修建了一处庄园。蓬拉贝最早的史料记载出现于公元十世纪，彼时诺曼人的一支军队入侵布列塔尼，蓬拉贝遭到严重破坏。中世纪中后期，蓬拉贝境内出现了多个教会，当地领主势力逐年增强，其家族以“蓬拉贝”命名。16世纪布列塔尼并入法兰西王国后，蓬拉贝成为该王国境内最西段的堂区。宗教战争期间，蓬拉贝发生多次教派军队间的交战。1675年印花税暴乱期间，蓬拉贝城堡被烧毁。18世纪时，随着新航路的开辟，蓬拉贝附近亦兴建了港口，当地出现了商业贸易集市。法国大革命后，蓬拉贝成为菲尼斯泰尔省的一个市镇。1836年，蓬拉贝城堡被当地政府购买。工业革命期间，随着港口的发展，蓬拉贝人口数量逐年增加。19世纪末至20世纪初，因不满薪资待遇，当地码头工人发动了大规模的罢工抗议。连接蓬拉贝和坎佩尔之间的铁路于1884年建成通车，后于20世纪50年代起逐渐废弃。

## 地理

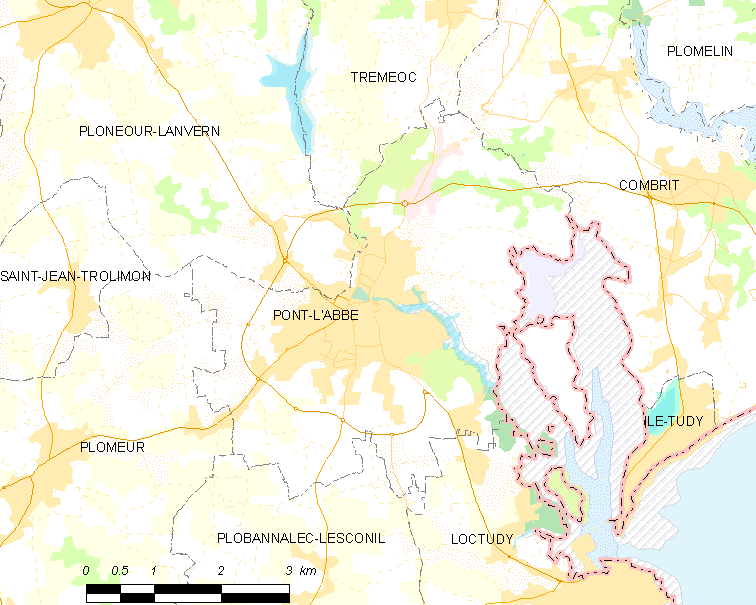
蓬拉贝市镇范围地图

蓬拉贝位于法国西北部，布列塔尼大区西南部和菲尼斯泰尔省南部，距离省会坎佩尔大约19公里。与蓬拉贝接壤的市镇包括：孔布里特、洛克蒂迪、普洛巴纳莱克-莱斯科尼勒、普洛默尔、普洛内乌尔-朗韦恩、特雷梅奥克。

### 地形
蓬拉贝位于比古当地区东部，阿摩里卡丘陵西南部延伸地带，境内以平原和浅丘为主，市镇中心地势较为平坦，全境海拔在0到37米之间。

### 水文

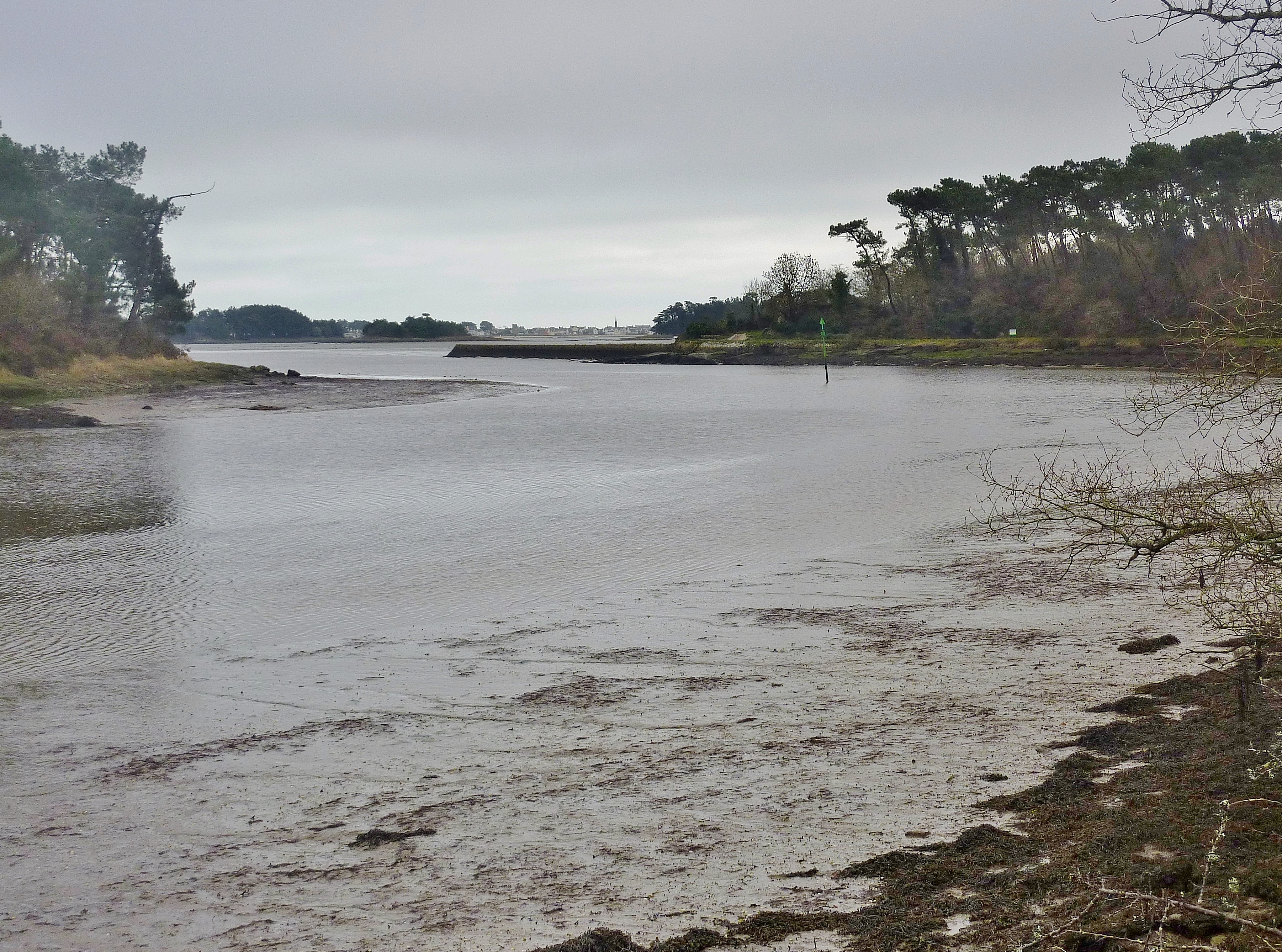
蓬拉贝河下游河段

蓬拉贝河自北向东南流经市区北部及东部，该河入海口为冰川融化侵蚀后所形成的宽阔溺湾。

### 植被
蓬拉贝属于温带阔叶混交林区，林地散落分布于市镇范围内的多个区域，市区东部的罗斯凯尔诺树林（Bois de Rosquerno）是当地主要的天然林地。
在鲜花城市的评比中，蓬拉贝被评为3星级鲜花城市。

### 气候
蓬拉贝在柯本气候分类法中属于温带海洋性气候。
蓬拉贝境内设有常年气象站，以下为该气象站的数据（其中日照数据取自坎佩尔气象站）：
| 蓬拉贝 1981年－2019年 | 蓬拉贝 1981年－2019年 | 蓬拉贝 1981年－2019年 | 蓬拉贝 1981年－2019年 | 蓬拉贝 1981年－2019年 | 蓬拉贝 1981年－2019年 | 蓬拉贝 1981年－2019年 | 蓬拉贝 1981年－2019年 | 蓬拉贝 1981年－2019年 | 蓬拉贝 1981年－2019年 | 蓬拉贝 1981年－2019年 | 蓬拉贝 1981年－2019年 | 蓬拉贝 1981年－2019年 | 蓬拉贝 1981年－2019年 |
| 月份                  | 1月                   | 2月                   | 3月                   | 4月                   | 5月                   | 6月                   | 7月                   | 8月                   | 9月                   | 10月                  | 11月                  | 12月                  | 全年                  |
| --------------------- | --------------------- | --------------------- | --------------------- | --------------------- | --------------------- | --------------------- | --------------------- | --------------------- | --------------------- | --------------------- | --------------------- | --------------------- | --------------------- |
| 历史最高温 °C（°F）   | 16.7 (62.1)           | 18.4 (65.1)           | 25.5 (77.9)           | 28 (82)               | 31.4 (88.5)           | 35.4 (95.7)           | 37.1 (98.8)           | 36.6 (97.9)           | 32.3 (90.1)           | 28.1 (82.6)           | 21.5 (70.7)           | 19.1 (66.4)           | 37.1 (98.8)           |
| 平均高温 °C（°F）     | 10.9 (51.6)           | 11.8 (53.2)           | 13.8 (56.8)           | 16.1 (61.0)           | 19.3 (66.7)           | 22.2 (72.0)           | 23.4 (74.1)           | 24.1 (75.4)           | 21.9 (71.4)           | 18.1 (64.6)           | 14.2 (57.6)           | 11.2 (52.2)           | 17.3 (63.1)           |
| 日均气温 °C（°F）     | 7.5 (45.5)            | 8 (46)                | 9.4 (48.9)            | 11.2 (52.2)           | 14.3 (57.7)           | 17 (63)               | 18.5 (65.3)           | 18.7 (65.7)           | 16.6 (61.9)           | 14 (57)               | 10.5 (50.9)           | 7.8 (46.0)            | 12.8 (55.0)           |
| 平均低温 °C（°F）     | 4.1 (39.4)            | 4.2 (39.6)            | 5 (41)                | 6.2 (43.2)            | 9.4 (48.9)            | 11.8 (53.2)           | 13.5 (56.3)           | 13.3 (55.9)           | 11.3 (52.3)           | 10 (50)               | 6.8 (44.2)            | 4.4 (39.9)            | 8.3 (46.9)            |
| 历史最低温 °C（°F）   | −10.8 (12.6)          | −6.6 (20.1)           | −7 (19)               | −1.6 (29.1)           | 0.3 (32.5)            | 4.1 (39.4)            | 6.5 (43.7)            | 6.1 (43.0)            | 3.2 (37.8)            | −1.6 (29.1)           | −3.7 (25.3)           | −7.7 (18.1)           | −10.8 (12.6)          |
| 平均降水量 mm（）     | 114.8 (4.52)          | 92.7 (3.65)           | 72.4 (2.85)           | 78.1 (3.07)           | 69.3 (2.73)           | 43.3 (1.70)           | 53.1 (2.09)           | 59.1 (2.33)           | 62.3 (2.45)           | 103.4 (4.07)          | 126.2 (4.97)          | 118.6 (4.67)          | 993.3 (39.11)         |
| 月均日照時數          | 65.9                  | 85.7                  | 126.5                 | 170.7                 | 194.2                 | 215.9                 | 194.3                 | 194                   | 177.3                 | 111.5                 | 77.9                  | 70.1                  | 1,684                 |
| 来源：infoclimat.fr   |                       |                       |                       |                       |                       |                       |                       |                       |                       |                       |                       |                       |                       |

## 行政区划
蓬拉贝的市镇编号为29220，邮政编号为29120。
在行政管理方面，蓬拉贝隶属于法国布列塔尼大区菲尼斯泰尔省坎佩尔区；在地方选举方面，蓬拉贝是蓬拉贝县的中央投票站所在地，其市镇范围全境被划入菲尼斯泰尔省第七选区；在社会管理方面，蓬拉贝是南比古当地区市镇公共社区的办公驻地。
法国国家统计与经济研究所（简称）在进行数据统计时，将蓬拉贝及相邻的另外3个市镇设为蓬拉贝城市核心区以及蓬拉贝城市区。自2020年起，蓬拉贝城市区被包含58个市镇的坎佩尔城市辐射区代替。此外，还将蓬拉贝市镇分为了3个“块区”（IRIS），以便于统计人口分布情况。

## 交通

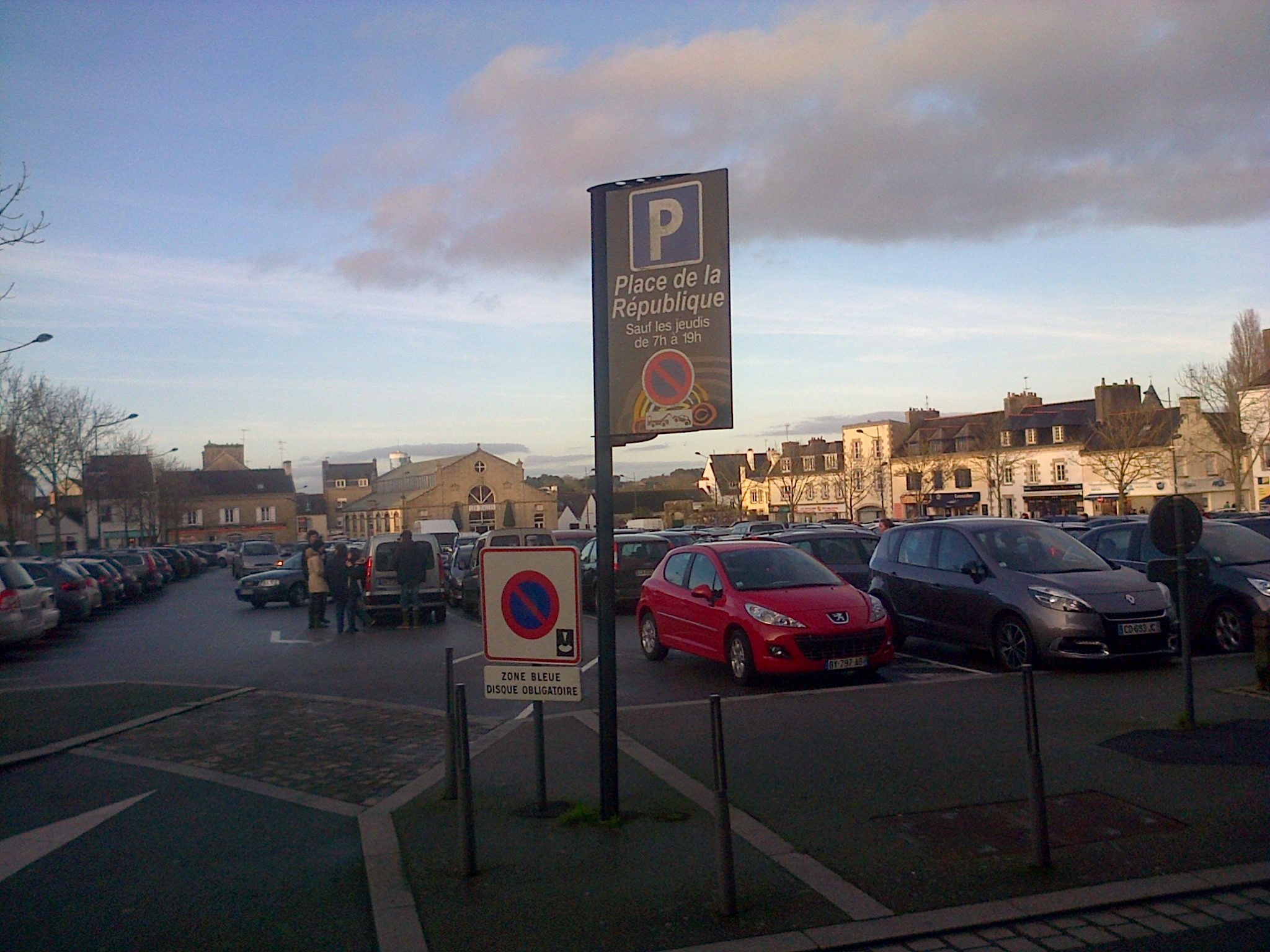
共和国广场上的停车场

### 公路
菲尼斯泰尔省省道D2线、D44线、D102线和D785线在蓬拉贝境内交汇。布列塔尼大区下属的城际客运提供多条连接蓬拉贝的巴士线路，可前往坎佩尔、普尔德勒济克等地。
| 付费 | 280 |

| 坎佩尔 | 20 |

| 孔卡尔诺 | 31 |

| 杜瓦讷内 | 32 |

2019年，70.9%的蓬拉贝家庭拥有至少一辆私人汽车。2019年，蓬拉贝境内共发生各类交通事故1起，造成1人遇难。

### 铁路
连接蓬拉贝的坎佩尔－蓬拉贝铁路已废弃。
距离蓬拉贝最近的运营中的客运铁路车站为坎佩尔站，该站开行前往巴黎方向的高速列车，以及前往雷恩、南特和布雷斯特三个方向的区域列车。

### 航空
距离蓬拉贝最近的民用航空站为坎佩尔机场，距离蓬拉贝市中心的公路里程约14公里。

### 城市公共交通
截至2022年10月，蓬拉贝暂无城市公共交通系统。

## 政治

### 市政内阁

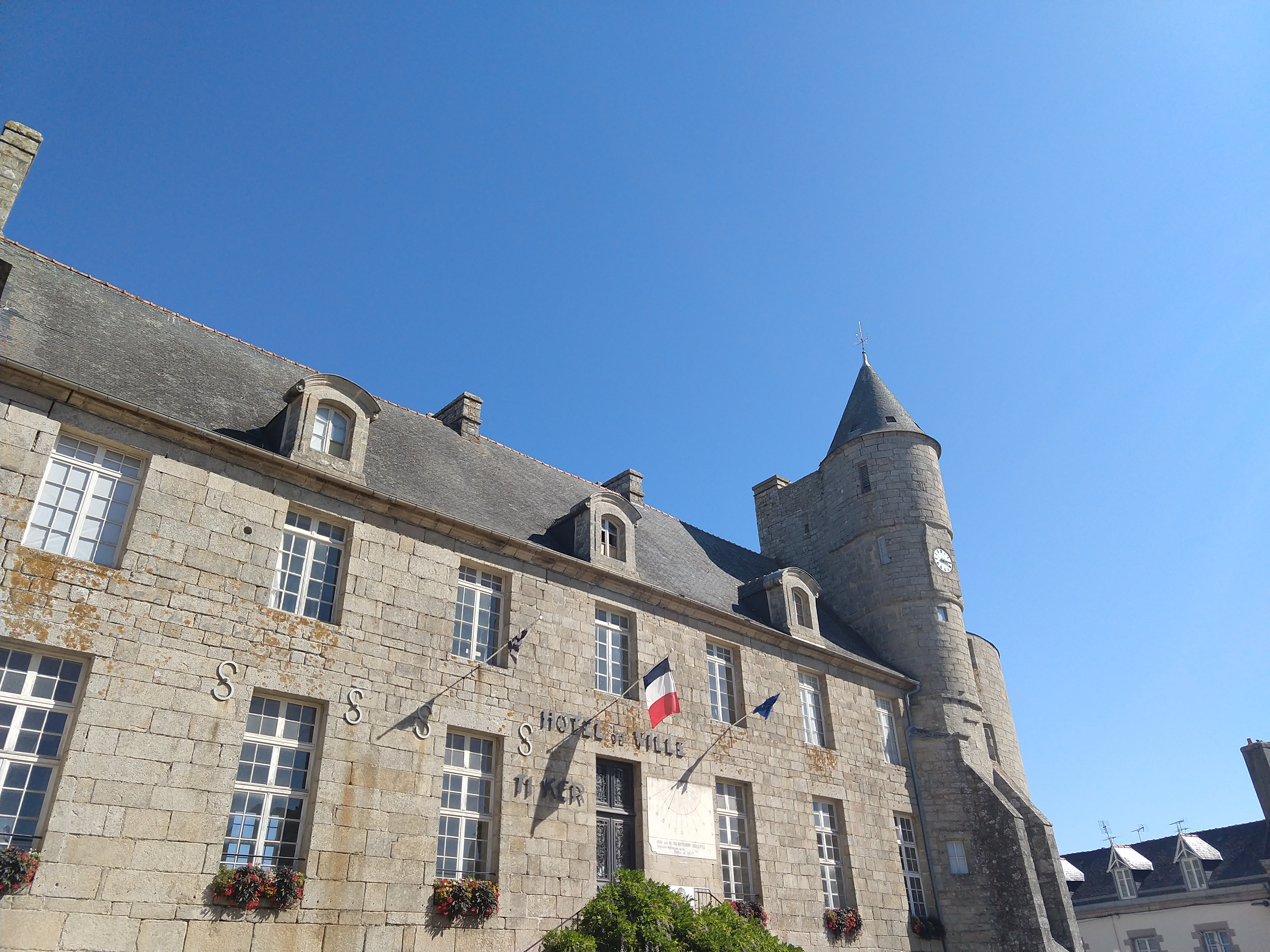
蓬拉贝市政厅

蓬拉贝的现任市长为斯泰凡·勒多阿雷先生（Stéphane LE DOARÉ），他是一名右翼无党派人士，在2020年的市政选举中获得了53.27%的支持率。
| 蓬拉贝历届市长 | 蓬拉贝历届市长                                | 蓬拉贝历届市长                                   |
| 任期           | 市长                                          | 党派                                             |
| -------------- | --------------------------------------------- | ------------------------------------------------ |
| 1944年－1945年 | Alain Michel DILOSQUER 阿兰-米歇尔·迪洛斯凯尔 | 不详                                             |
| 1947年－1953年 | Marie LE BLEIS 玛丽·勒布莱                    | PCF法国共产党                                    |
| 1947年－1953年 | Léon LE MOAL 莱昂·勒莫阿尔                    | SFIO工人国际法国支部                             |
| 1953年－1958年 | Jean LAUTREDOU 让·洛特尔杜                    | Centriste中间派                                  |
| 1958年－1983年 | Henry-Maurice BÉNARD 亨利-莫里斯·贝纳尔       | MRP人民共和运动 →CD法国民主中心 →UDF法国民主联盟 |
| 1983年－1995年 | Sébastien JOLIVET 塞巴斯蒂安·若利韦           | UDF法国民主联盟                                  |
| 1995年－2001年 | Annick LE LOCH 阿妮克·勒洛克                  | PS社会党                                         |
| 2001年－2008年 | Thierry MAVIC 蒂埃里·马维克                   | RPR保衛共和聯盟 →UMP人民运动联盟                 |
| 2008年－2014年 | Daniel COUÏC 达尼埃尔·库伊克                  | PS社会党                                         |
| 2014年－2016年 | Thierry MAVIC 蒂埃里·马维克                   | UMP人民运动联盟 →LR共和黨                        |
| 2016年－       | Stéphane LE DOARÉ 斯泰凡·勒多阿雷             | LR共和黨 →DVD右翼无党派人士                      |

### 各级选举
| 蓬拉贝历届投票选举结果 | 蓬拉贝历届投票选举结果 | 蓬拉贝历届投票选举结果 | 蓬拉贝历届投票选举结果 | 蓬拉贝历届投票选举结果           | 蓬拉贝历届投票选举结果 | 蓬拉贝历届投票选举结果 | 蓬拉贝历届投票选举结果           | 蓬拉贝历届投票选举结果 | 蓬拉贝历届投票选举结果 |
| 选举项目               | 选举范围               | 选区单位               | 选区单位内的选举结果   | 选区单位内的选举结果             | 选区单位内的选举结果   | 选区单位内的选举结果   | 选区单位内的选举结果             | 选区单位内的选举结果   | 参考资料               |
| 选举项目               | 选举范围               | 选区单位               | 第一轮胜出者           | 第一轮胜出者                     | 支持率                 | 第二轮胜出者           | 第二轮胜出者                     | 支持率                 | 参考资料               |
| ---------------------- | ---------------------- | ---------------------- | ---------------------- | -------------------------------- | ---------------------- | ---------------------- | -------------------------------- | ---------------------- | ---------------------- |
| 2017年法國總統選舉     | 法國                   | 市镇                   |                        | 埃马纽埃尔·马克龙                | 29.91%                 |                        | 埃马纽埃尔·马克龙                | 80.29%                 | [ 27 ]                 |
| 2017年法国立法选举     | 菲尼斯泰尔省第七选区   | 市镇                   |                        | 莉莉亚娜·唐吉                    | 40.51%                 |                        | 莉莉亚娜·唐吉                    | 65.75%                 | [ 27 ]                 |
| 2019年欧洲议会选举     | 法國                   | 市镇                   |                        | 娜塔莉·卢瓦索                    | 25.19%                 | （不适用）             | （不适用）                       | （不适用）             | [ 29 ]                 |
| 2021年法国省级选举     | 菲尼斯泰尔省           | 县                     |                        | 娜塔莉·卡罗-塔诺 斯泰凡·勒多阿雷 | 45.4%                  |                        | 娜塔莉·卡罗-塔诺 斯泰凡·勒多阿雷 | 60.17%                 | [ 30 ]                 |
| 2021年法国省级选举     | 菲尼斯泰尔省           | 市镇                   |                        | 娜塔莉·卡罗-塔诺 斯泰凡·勒多阿雷 | 47.58%                 |                        | 娜塔莉·卡罗-塔诺 斯泰凡·勒多阿雷 | 59.49%                 | [ 30 ]                 |
| 2021年法国大区选举     | 布列塔尼大區           | 市镇                   |                        | 洛伊格·谢奈-吉拉尔               | 21.36%                 |                        | 洛伊格·谢奈-吉拉尔               | 32.88%                 | [ 31 ]                 |
| 2022年法国总统选举     | 法國                   | 市镇                   |                        | 埃马纽埃尔·马克龙                | 31.25%                 |                        | 埃马纽埃尔·马克龙                | 68.49%                 | [ 27 ]                 |
| 2022年法国立法选举     | 菲尼斯泰尔省第七选区   | 市镇                   |                        | 约拉德·布安                      | 31.09%                 |                        | 莉莉亚娜·唐吉                    | 50.31%                 | [ 27 ]                 |

## 人口
2019年，蓬拉贝市镇人口数量为8,369，在法国排名第1,261位。其中男性3,845人，女性4,524人，75岁及以上人口占13.6%，外籍人口数量为95人，人口密度为460人/平方公里，当地居民被称为。2020年，蓬拉贝境内出生40人，死亡人口150人。
| 蓬拉贝1901年－2019年人口变化情况 |
|                                  |
| 数据来源：Cassini、INSEE         |

## 经济

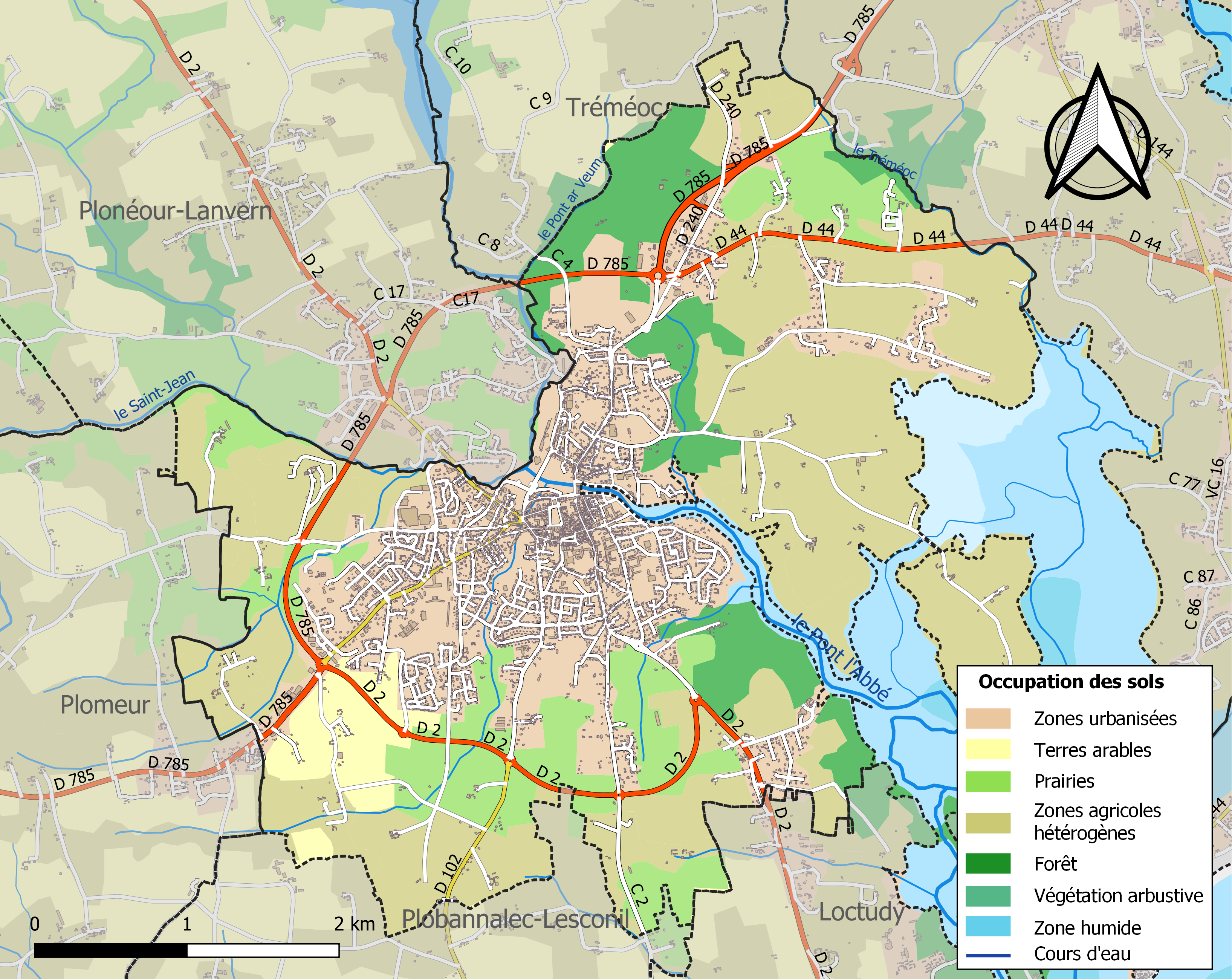
蓬拉贝土地利用情况地图

蓬拉贝是一个区域性的中心城市。截止2022年10月，蓬拉贝市镇范围内共有各类用人单位（包含自雇）1,544家，平均历史为17年，其中99.2%为中小型企业（PME），2022年8月至10月间，当地的经济活力指数为0.19%。 （大型零售）、（零售）及（橡胶制品）是当地2021年营业额最高的三个企业，分别为103,895,111欧元、6,035,531欧元和4,043,875欧元。

## 财政与居民收入
2020年，蓬拉贝的财政收入总额为9,187,490欧元，财政支出总额为7,860,840欧元，当年的债务总额为5,087,640欧元。2021年，蓬拉贝市镇共获得1,784,082欧元的国家财政补助，比上一年增加了4.55%。
2020年，蓬拉贝的人均月收入总额为2,047欧元，其中高级职员为3,836欧元，低于法国平均水平（4,230欧元）；中级职员为2,281欧元，低于法国平均水平（2,411欧元）；普通职员为1,668欧元，亦低于法国平均水平（1,740欧元）。
2019年，蓬拉贝境内的青壮年（15至64岁）失业率为13.6%，当地49.8%的家庭拥有纳税资格，平均纳税2,270欧元，低于法国平均水平（3,910欧元）。

## 社会事务

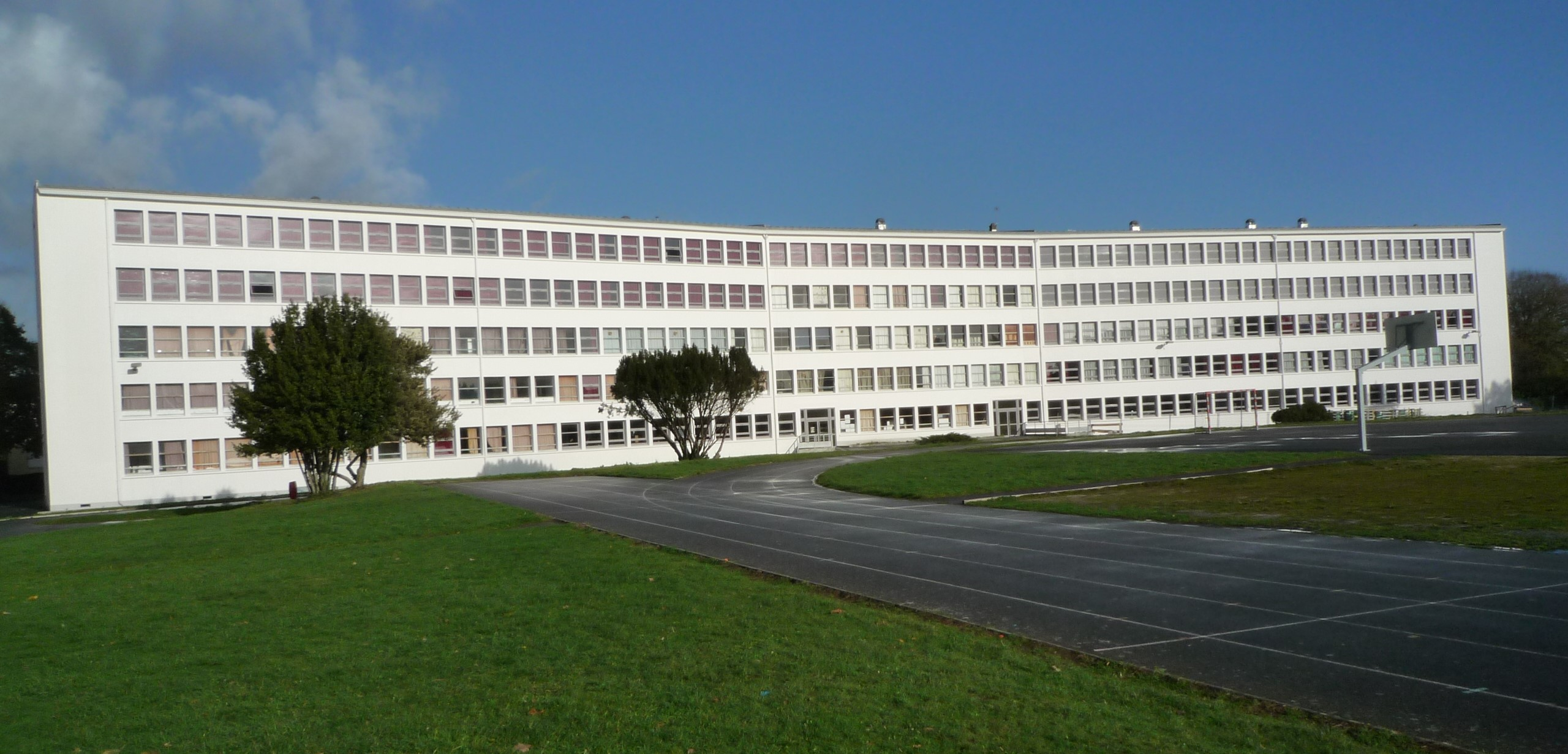
蓬拉贝雷奈克高级中学

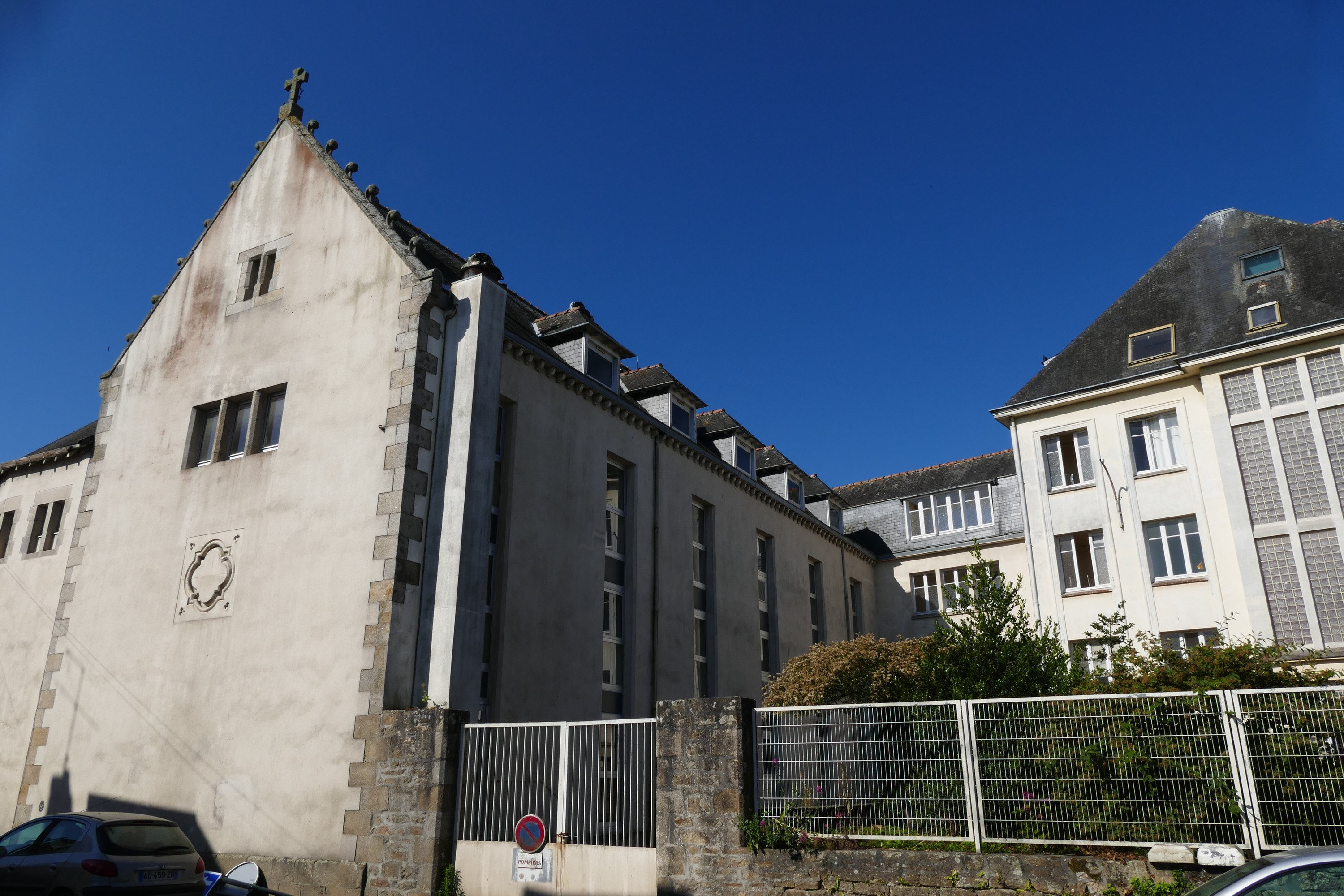
蓬拉贝神学院

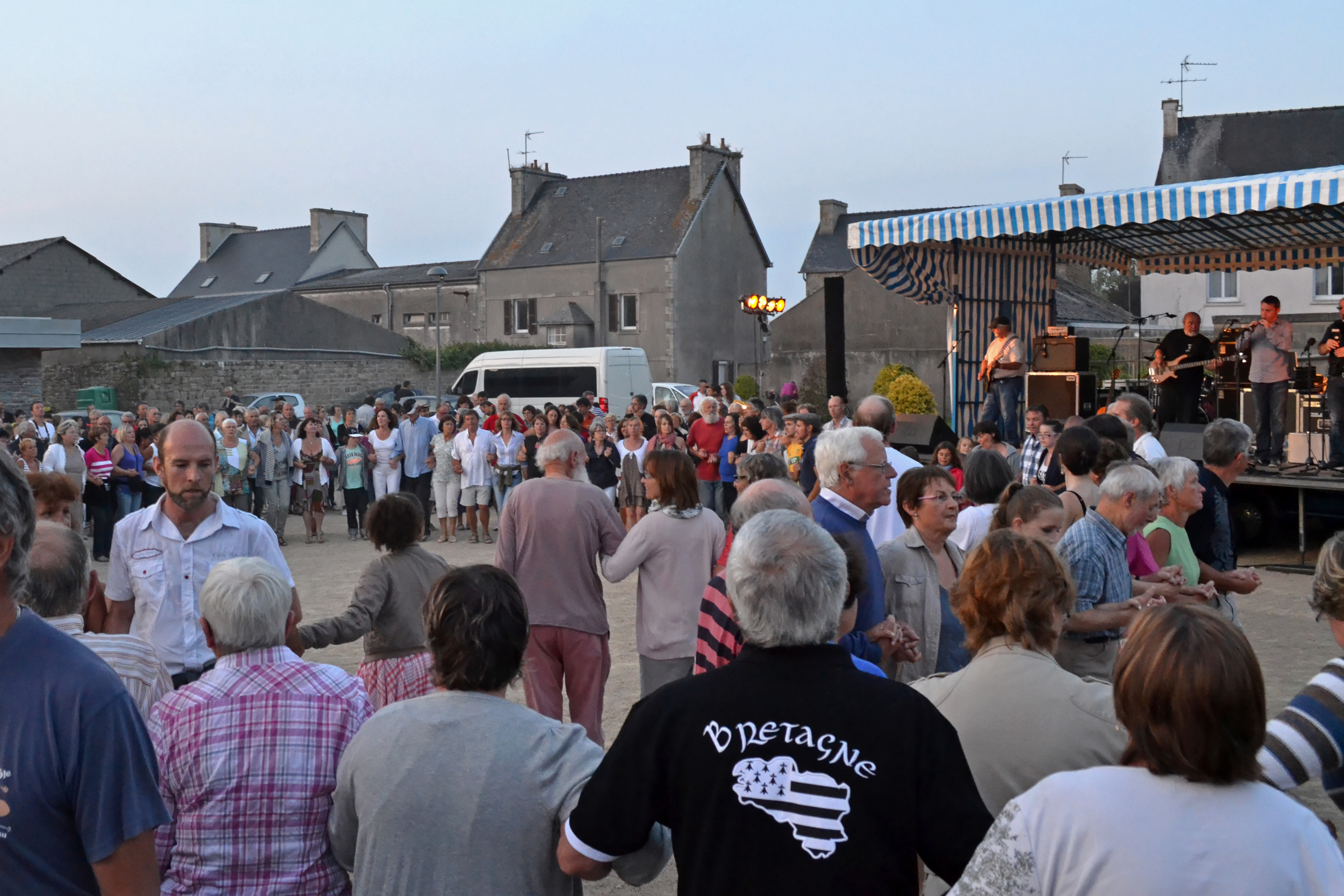
蓬拉贝街头音乐会

### 教育
蓬拉贝属于雷恩学区。截止2021年1月1日，蓬拉贝境内共有4所幼儿园、2所小学、2所初级中学、2所普通高中和2所职业高中。2018至2019学年度，蓬拉贝境内共有在校中等教育阶段学生2,583名。

### 医疗
截止2021年1月1日，蓬拉贝境内共有全科医生17名、保健师23名、牙医20名、护士32名、眼科医生3名、皮肤科医生2名和助产士2名。境内共有药房4家、养老院1家、残疾人帮扶中心1家。
距离蓬拉贝最近的区域性医疗机构为坎佩尔中心医院（Centre Hospitalier de Quimper），其主病区位于坎佩尔市区，距离蓬拉贝市区的正常车程约20分钟，该院设有床位631个，是当地规模最大的公立综合性医院。
蓬拉贝神学院（Hôtel Dieu de Pont-L'Abbé）成立于1860年，位于蓬拉贝市中心，是当地的一家天主教私立医院，共设有446个床位。

### 住房
2019年，蓬拉贝境内共有各类住房5,353套，其中68.9%为独立式居民区，28.9%为集中式居民区。常住房屋占蓬拉贝市镇范围内居民建筑总量的80.3%。
在住房保障政策方面，2021年，蓬拉贝境内共有837户家庭获得了住房经济补助，受益人数占总人口数量的10.0%，其中792份为房租补助。

### 商业
2021年，蓬拉贝境内共有各类实体商铺263家，其中餐厅28家、大型超市5家、杂货店3家、面包房11家、肉铺5家、书店3家、装饰品店1家、银行门店8家、美容美发店20家、汽车维修店8家。市区西部建有开放式商业街区，有E.Leclerc、Intersport等购物商场。

### 体育
2021年，蓬拉贝境内共有1家游泳池、3间体育馆、2座综合体育场、5处网球场、1处马术场、3处足球或橄榄球场以及1处篮球或排球场。
截至2022年10月，蓬拉贝足球俱乐部（Football Club de Pont L'Abbé，编号541313）是当地唯一的一家注册足球俱乐部，该足球队成立于1991年，其主队2022至2023赛季参加布列塔尼大区足球联赛乙组（法国第七级别），其主场为市政球场（Stade Municipal）。

### 环境
蓬拉贝的环境事务由其所属的南比古当地区市镇公共社区联合各级政府协调负责。2021年，蓬拉贝境内共有1家污染企业。

### 治安
2021年，蓬拉贝市镇范围内有1处宪兵队。
蓬拉贝及其附近的共49个市镇是坎佩尔国家宪兵队（zone gendarmerie de Quimper）的管辖范围。2020年，该宪兵队累计记录各类案件3,826起，其中盗窃类案件1,920起，经济类案件636起，毒品交易类案件277起。

## 文化
2021年，蓬拉贝境内共有1家剧场、1家电影院和1家博物馆。蓬拉贝市政府提供朱利安·格拉克多媒体中心（Médiathèque Julien Gracq），每周二至六向公众开放。

### 建筑
蓬拉贝境内有多处历史建筑，其中法国国家文物保护单位包括蓬拉贝圣母教堂、朗布尔圣雅克教堂等，男爵城堡是当地的地标性建筑物，也是当地市政府所在地。

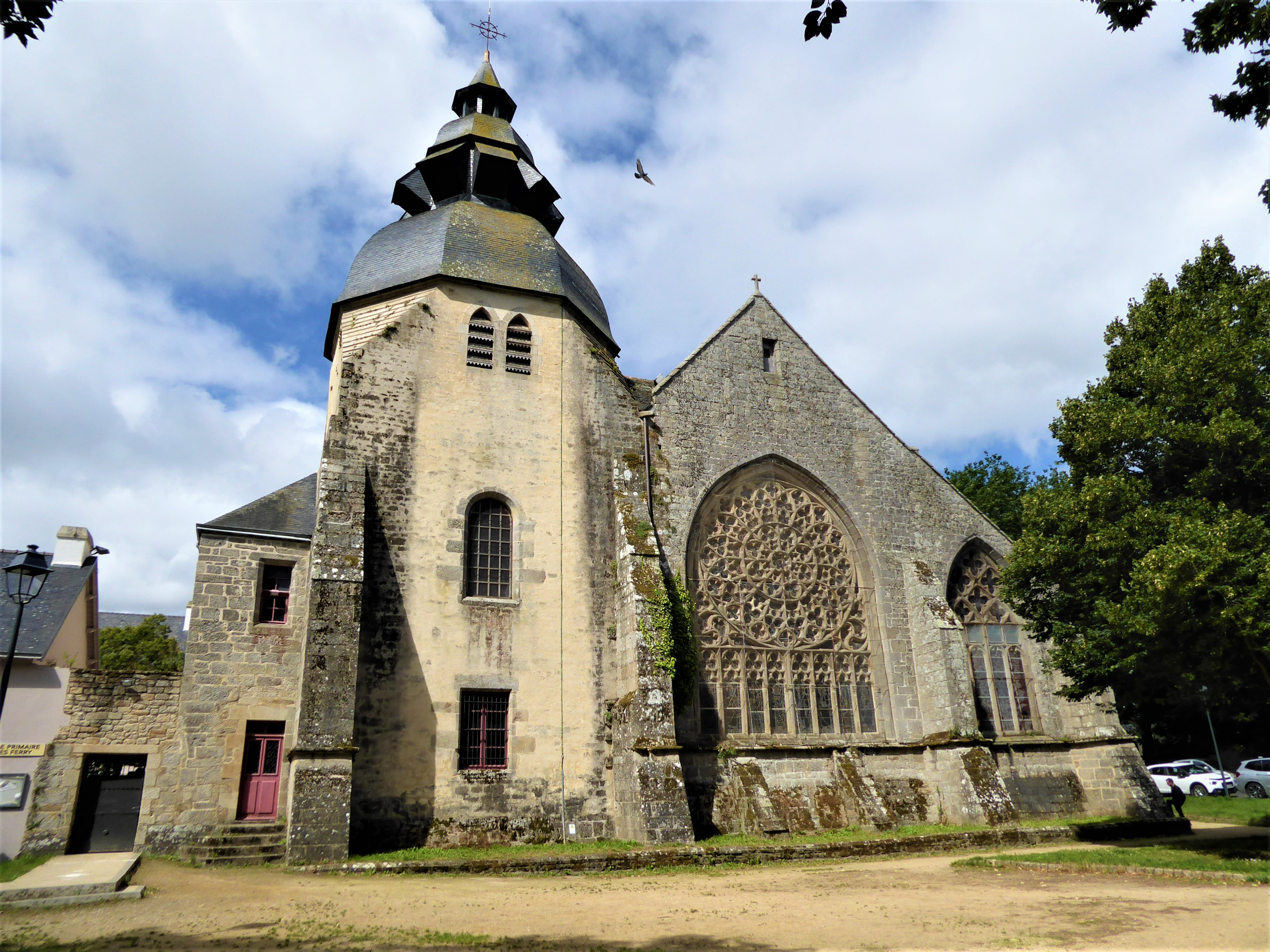
蓬拉贝圣母教堂（法语：Église Notre-Dame-des-Carmes de Pont-l'Abbé）
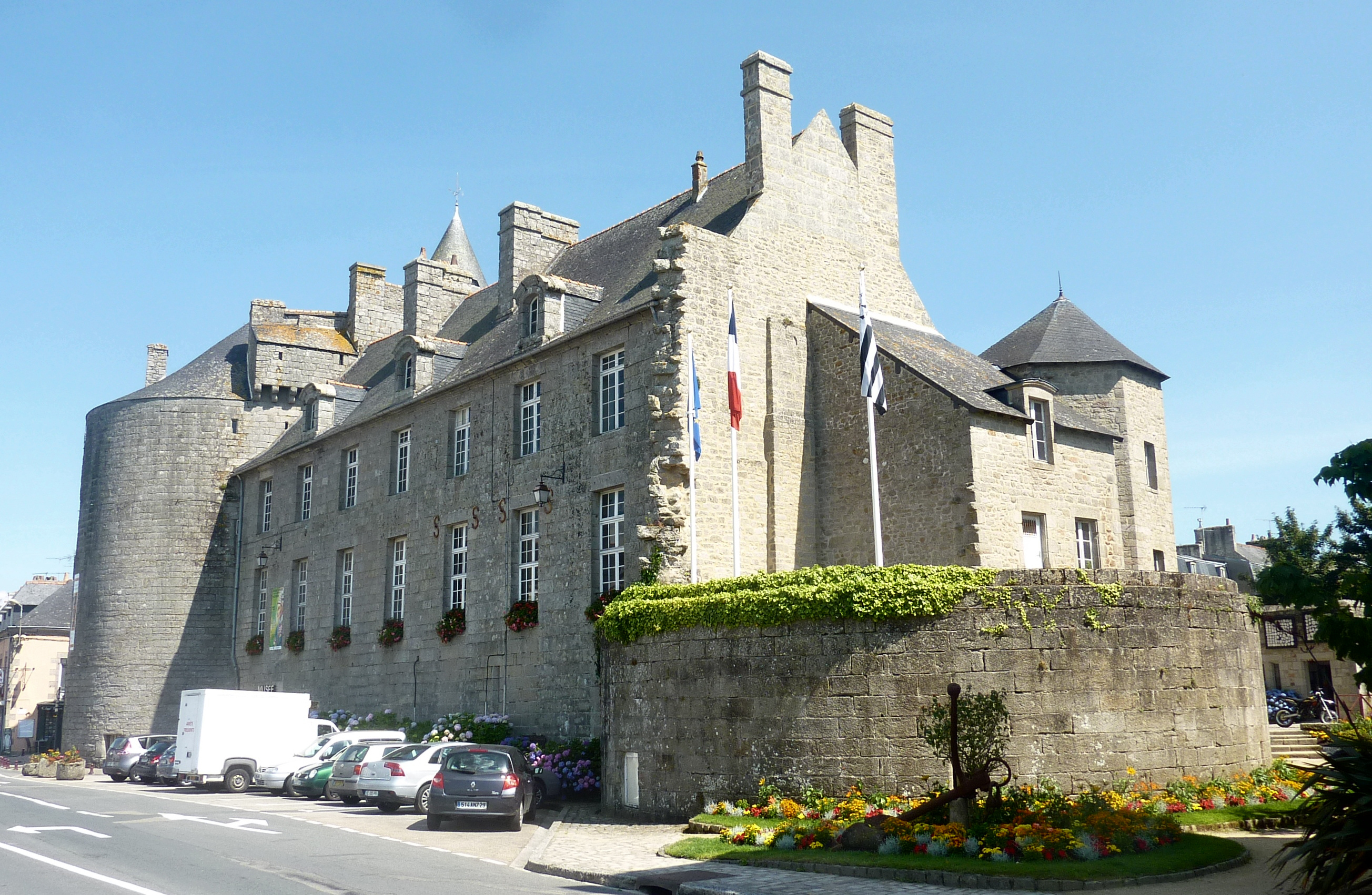
男爵城堡（法语：Château des barons du Pont）
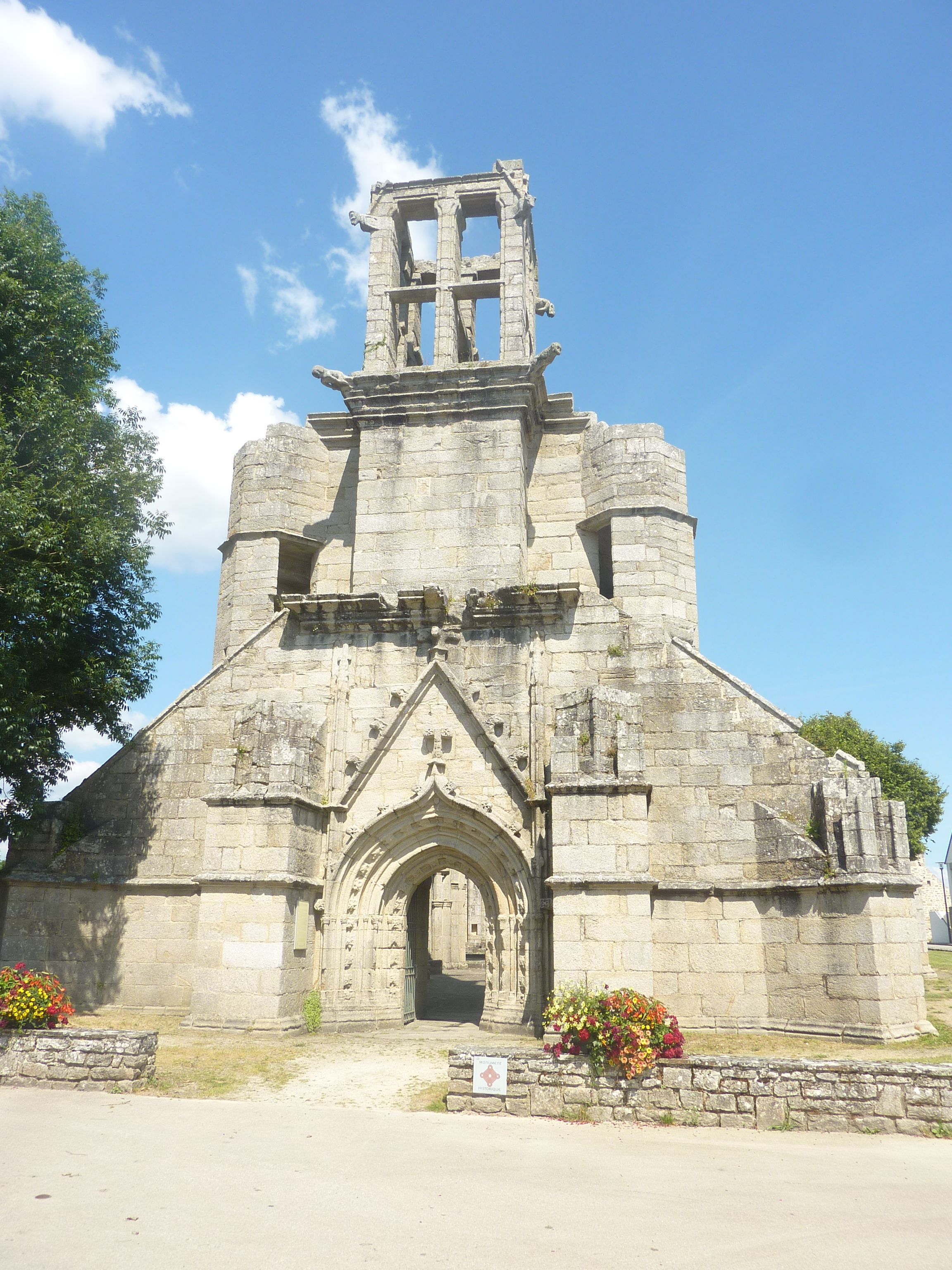
朗布尔圣雅克教堂（法语：Église Saint-Jacques de Lambour）
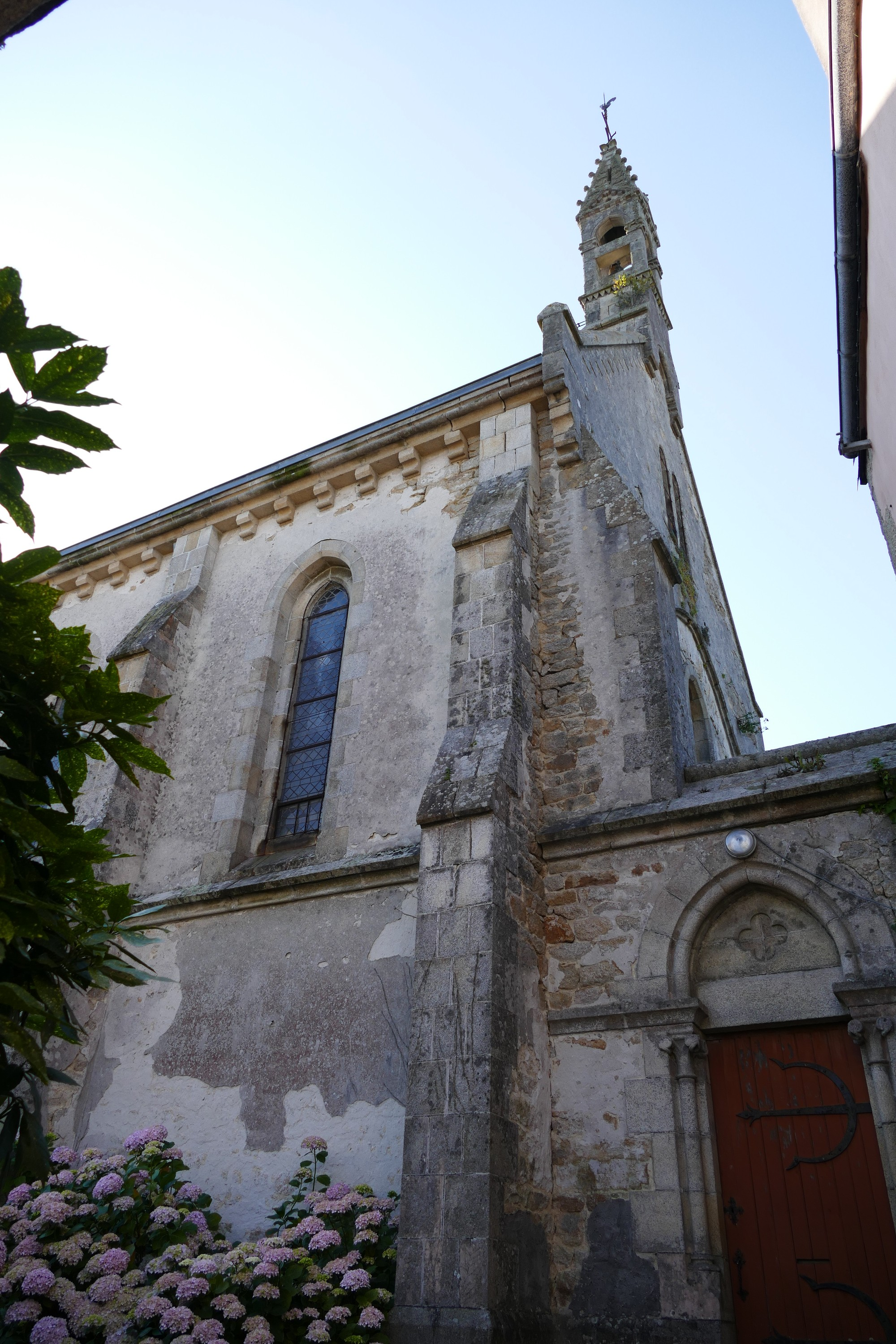
圣心小教堂
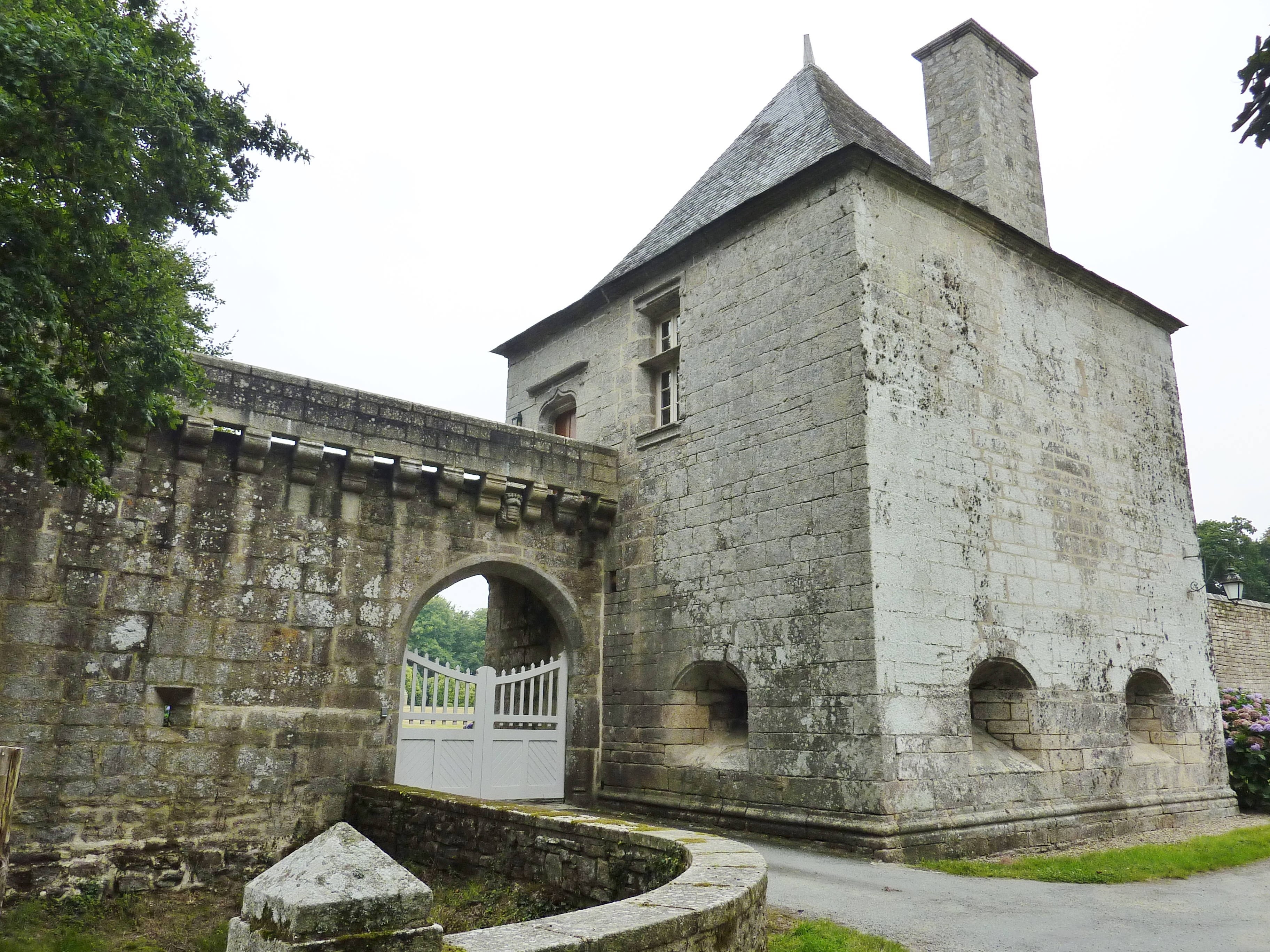
凯尔努兹庄园
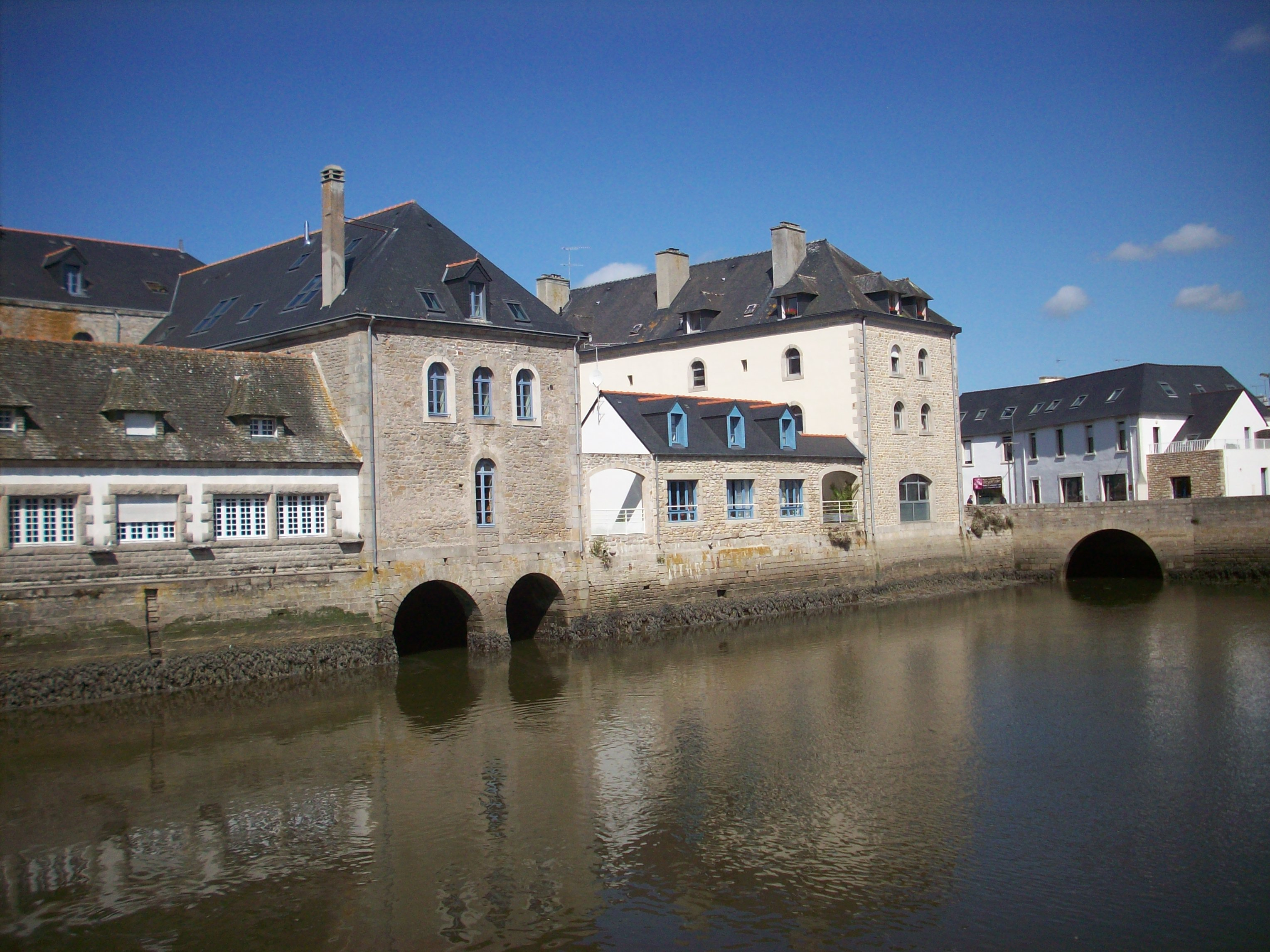
潮汐磨坊
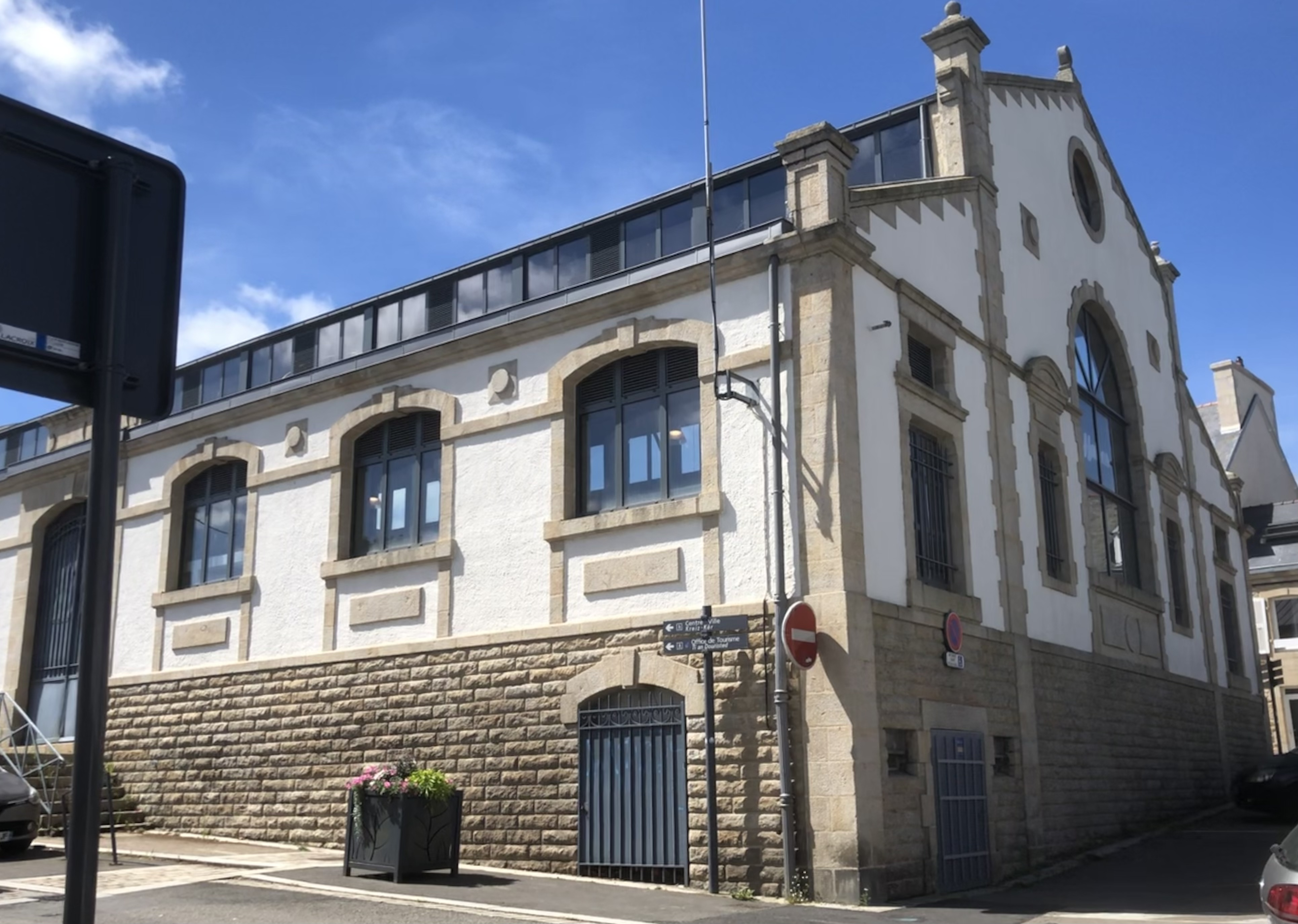
集市大堂
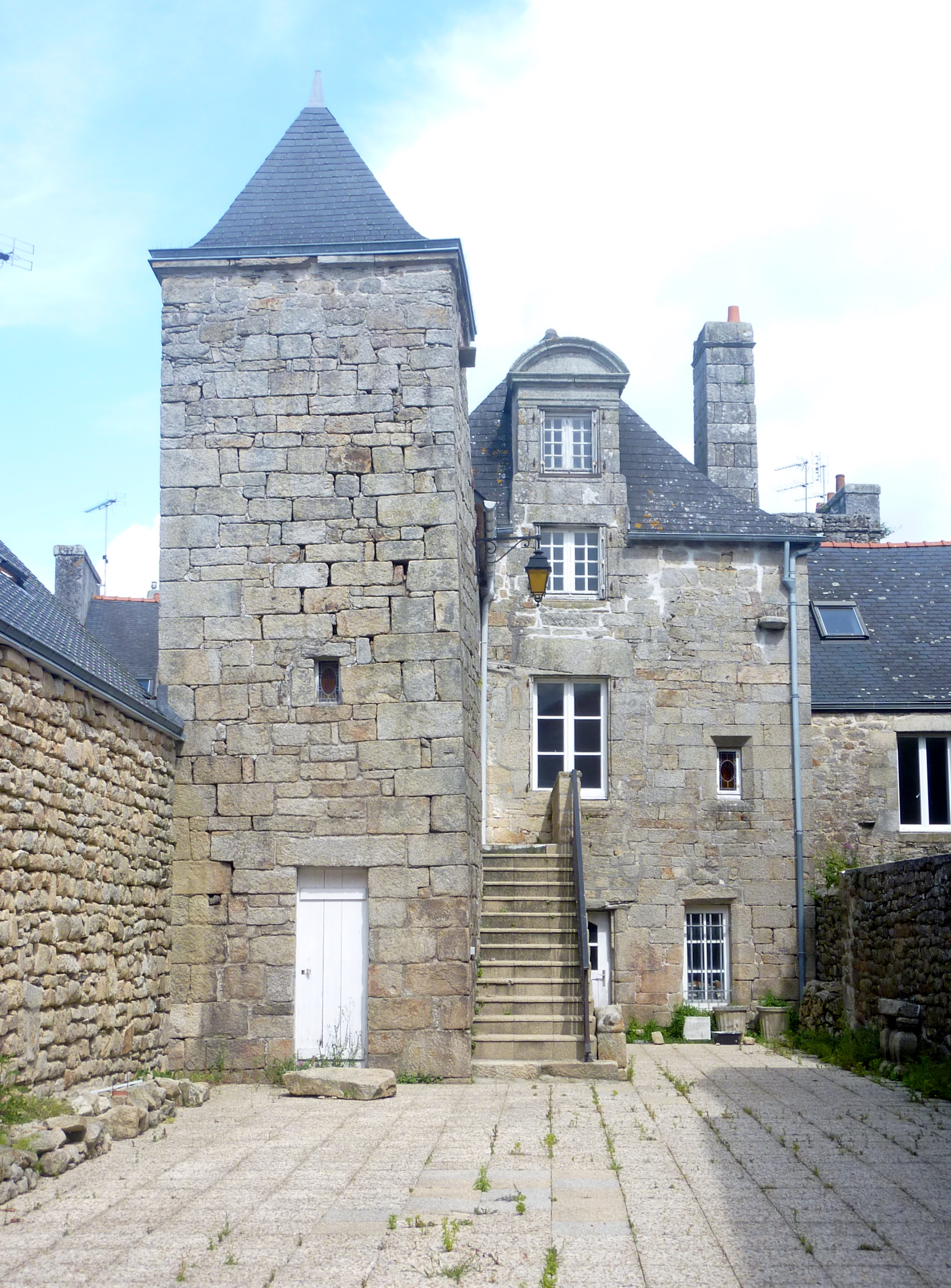
传统民居

### 旅游
蓬拉贝的旅游事务由其所属的南比古当地区市镇公共社区负责。2022年，蓬拉贝境内共有3家酒店共计74间房间；另有2个露营地，可容纳共130辆露营车。

### 媒体
法国主要的媒体均可在蓬拉贝接收，法国电视三台下属的布列塔尼大区频道在部分时段播出蓬拉贝所属区域的地方新闻。蓝色法兰西西布列塔尼广播、科努瓦耶广播、《西部早报》、《科努瓦耶进步报》、布雷斯特电视台等是当地主要的地方性媒体。

## 相关人物
波兰裔作曲家马塞尔·兰多夫斯基和法国作家贝尔纳·贝鲁、历史学家塞日·迪古、足球运动员约翰·里维埃出生于蓬拉贝。

## 友好城市
截至2022年10月，蓬拉贝共与三座城市互为友好城市关系：
- 德国 施莱登
- 西班牙 贝坦索斯
- 爱尔兰 班特里